# Drew Fuller
Andrew Alan Fuller, mais conhecido por Drew Fuller, (Los Angeles, 19 de Maio de 1980) é um ator e um ex-modelo dos Estados Unidos. Participou na série Charmed (As Feiticeiras).

## Primeiros anos de vida e carreira
Fuller nasceu em Atherton, Califórnia, e cresceu em Newport Beach, ele tem uma irmã mais nova, Hilary. Ele tem ascendência, russo escocês e Inglês. Fuller foi descoberto por um agente quando tinha 12 anos de idade, depois de um amigo da família o colocou na capa da Revista UCLA. Decidindo esperar alguns anos, Fuller, finalmente, entrou no mundo da moda, aos dezesseis anos e rapidamente se tornou uma top model para empresas como Prada, Club Med, e Tommy Hilfiger.
Ele já atuou em comerciais de muitos, incluindo J. Crew, Subway, Toyota e Pepsi oposto Britney Spears. Ele também participou do vídeo da música The Calling Wherever You Will Go, jogando o novo namorado da garota traída adolescente cuja relação está focada em no vídeo. Fuller se tornou conhecido por interpretar Chris Halliwell em Charmed, estrelado por um ator convidado e o papel das temporadas 5-8 do show. Na série, seu personagem é o segundo filho de Piper (Holly Marie Combs) e Leo (Brian Krause) e se envolve em viagem no tempo para salvar seu irmão mais velho Wyatt (Wes Ramsey).
Papéis mais recentes de Fuller estão no The Ultimate Gift, um drama lançado em 09 de marco de 2007, e na série Army Wives, que vai ao ar na Lifetime. Ele também co-estrelou no filme de televisão ABC Family O Circuito.
Fuller fez um cameo no vídeo da música "Tired of Being Sorry" para Ringside Balthazar Getty de banda. Ele também fez uma aparição no filme Loaded.

## Filmografia
- 2000 - Voodoo Academy ("Paul St. Clair")
- 2001 - One ("Cole")
- 2001 - Backflash 2: Angels Don't Sleep Here ("Teenage Jesse")
- 2002 - Vampire Clan ("Rod Ferrell")
- 2003 - Close Call ("Sam")
- 2005 - Final Contract: Death on Delivery ("David Glover")
- 2006 - The Ultimate Gift ("Jason Stevens")
- 2007 - Ninguém segura essa garota ("Billy")
- 2008 - Loaded ("Brendan")
- 2008 - The Circuit ("Kid Walker")
- 2010 - ``The Story of Bonnie and Clyde as "Buck Barrow´´
- 2010 - the kane files as kane

## Aparições na TV
- Partners (1999, "Tom" no episódio: "My Sister, My Enemy" (episode # 1.3))
- Home of the Brave (2002, "Justin Briggs")
- One Shot (2003)
- Black Sash (2003,"Nick Reed" nos episódios: "Date Night" (# 1.3),"The Prodigal Son" (# 1.4) e "Prime Suspect" (# 1.5))
- The O.C. (2003, "Norland" no episódio: "Pilot" (episode # 1.1))
- Good Food Live (2003)
- E! News Daily (2003)
- Charmed (11 de Maio de 2003 "Oh My Goddess, Part One" (episode # 5.22))
- Charmed (11 de Maio de 2003"Oh My Goddess, Part Two" (episode # 5.23))
- Charmed (28 de Setembro de 2003, temporada 6 [regularmente])
- The Sharon Osbourne Show (2003)
- The Wayne Brady Show (2004)
- On-Air with Ryan Seacrest (2004)
- Charmed (31 de Outubro de 2004 "Someone to Witch Over Me" (episode # 7.07))
- The Brightest Sound (2005)
- Charmed (30 de Janeiro de 2005 "Charmageddon"(episode # 7.13))
- Huff (14 de Maio de 2006,"Josh" no episódio: "A Cornfield Grows in L.A.")
- Charmed (21 de Maio de 2006 "Forever Charmed"(episode # 8.22))
- NCIS: Los Angeles (2011-"Conner Maslin"- Episode 3x07 Honor)
- Army Wives (2007- Presente "Trevor LeBlanc")

## Clips
- Jennifer Love Hewitt "BareNaked" (2002)
- The Calling "Wherever You Will Go" (2001)
- Lindsay Lohan "Over" (2005)
- Ringside "Tired of Being Sorry" (2005)

## Prêmios
- 2010: Festival de San Diego - Melhor actor pelo filme The Kane Files